# Lepyrotica acantha
Lepyrotica acantha är en fjärilsart som beskrevs av Davis 1994. Lepyrotica acantha ingår i släktet Lepyrotica och familjen äkta malar.
Artens utbredningsområde är Costa Rica. Inga underarter finns listade i Catalogue of Life.